# Virbia palmeri
Virbia palmeri là một loài bướm đêm thuộc phân họ Arctiinae, họ Erebidae.